# Улица Барболина
Улица Барбо́лина (до 1986 — 4-я Сокольническая улица) — улица района Сокольники Восточного административного округа города Москвы. Расположена между улицами Стромынка и Матросская Тишина, параллельно улице Гастелло.

## Происхождение название

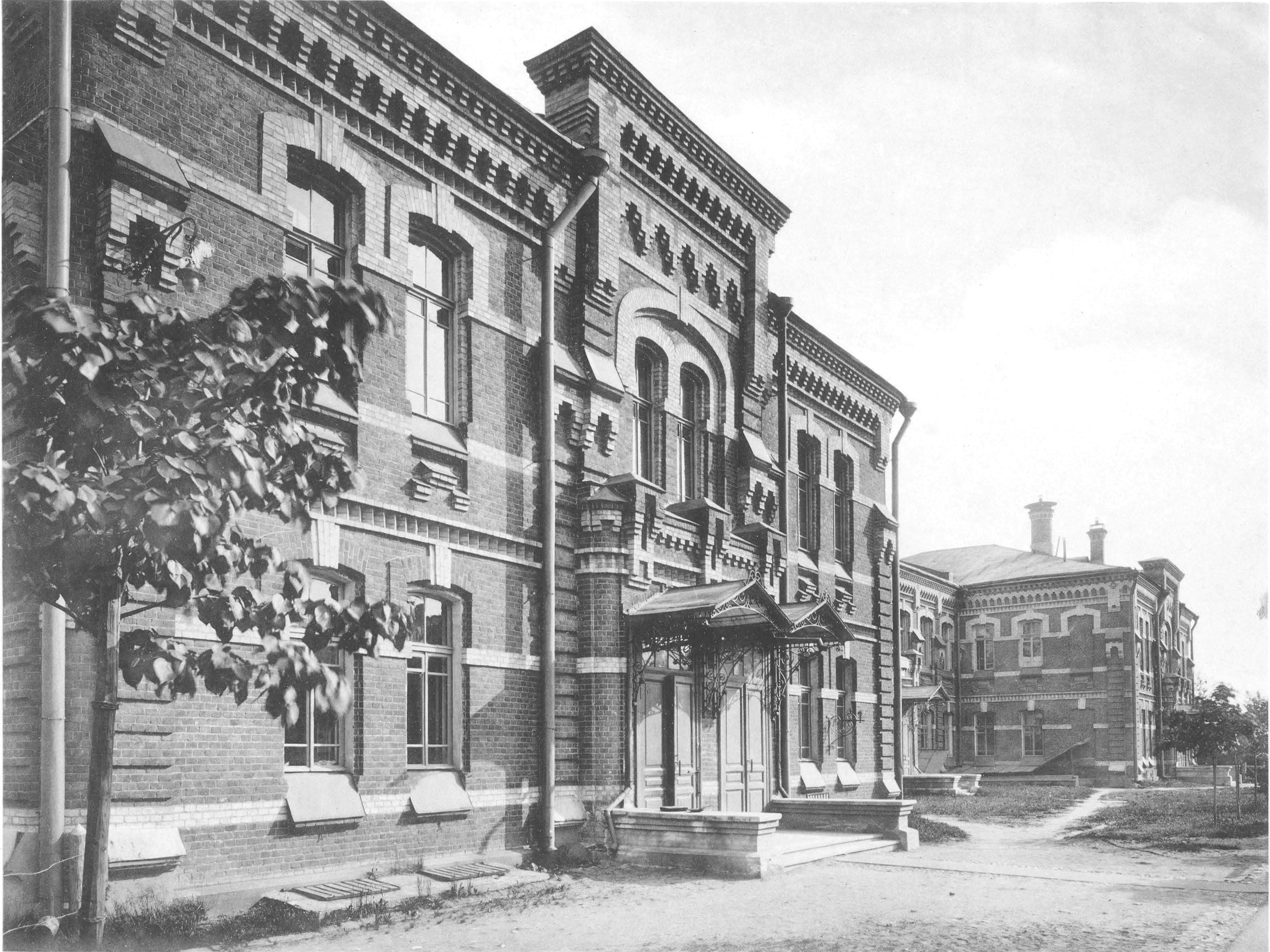
Сокольническая больница

Названа 15 марта 1986 года в честь Сергея Дмитриевича Барболина (1897—1917), активного участника октябрьских боёв 1917 года, одного из организаторов пролетарского юношеского движения. Старое название — 4-я Сокольническая улица — получила при застройке в XIX веке Сокольничьего поля, название которого перешло на 12 улиц, часть которых исчезла в ходе реконструкции и последующего упорядочения нумерации.

## Примечательные здания и сооружения
- № 1 — школьное здание (1930-е, архитектор К. И. Джус-Даниленко; расширено в 1954 году)[3], ныне — школа № 1282.
- № 3 — В 1899—1905 годах по проекту русского архитектора А. И. Роопа была построена Сокольническая инфекционная больница, представляющая комплекс отдельных небольших каменных корпусов, построенных при непосредственном участии главного врача клиники П. М. Нечаева с учётом специфики лечения инфекционных больных. В настоящее время это Туберкулёзная клиническая больница № 2.

## Транспорт
Ближайшие остановки общественного транспорта:
- Остановка «Улица Барболина»:
  - Автобусный маршрут № 975.
- Остановка «Метро „Сокольники“»:
  - Трамвайные маршруты № Б, 4л, 4пр, 7, 13, 45;
  - Автобусные маршруты № т14, т32, т41, 78, 265, 716.

Ближайшие станции метро —  Сокольники и  Сокольники.